# Savski Bok
Savski Bok – wieś w Chorwacji, w żupanii brodzko-posawskiej, w gminie Vrbje. W 2011 roku liczyła 57 mieszkańców.